# جهد كهربائي

رمز للحماية متعارف عليه عالمياً "تحذير، خطر الإصابة بصدمة كهربائية" (إسو 3864)

الجهد الكهربائي أو فرق الجهد الكهربائي أو الفُولتية أو الفُلطية أو القوة الدافعة الكهربائية (عن الإنجليزية)، ووحدته V أو التّوتّر (عن الألمانية) ورمزه (U (Unterschied هو كمية الطاقة الدّافعة للإلكترونات من القطب السالب إلى القطب الموجب، وينتج عن هذه الحركة تحويل الطاقة الكهربائية إلى أنواع آخرى من أنواع الطاقة وأهمها الطاقة الحرارية وذلك ناجم عن مقاومة المواد الموصلة لحركة اللإلكترونات؛ أو ضوئية في المصباح أو حركية في المحرك الكهربائي. وحدة قياس الجهد هي الفولت، وتمثل ما مقدراه 1 جول من الطاقة تكتسبها كمية 1 كولوم من الإلكترونات عند خروجها من القطب السالب لمصدر الطاقة كالبطارية إلى القطب الموجب منه. أو مقدار الشغل أو الجهد المبذول لنقل شحنة كهربائية مقدارها 1 كولوم بين طرفي السلك. أو فرق الجهد بين نقطتين عند مرور تيار شدته 1 أمبير مسبب قدرة كهربائية مقدارها 1 واط.
الجهد الكهربائي هو الفرق بين مقدار الكمون الكهربائي بين القطبين فإذا كان القطب الأول ذا كمون +12 فولت والقطب الثاني ذا كمون -12 فولت، فإن فرق الكمون هو 24 فولت (لاحظ أن فرق الجهد كمية قياسية) وهذا يعني أن أي مجموعة إلكترونات تساوي في مقدارها 1 كولوم تنتقل بين القطبين ستكتسب 24 جول من الطاقة الحركية.

## أداة القياس

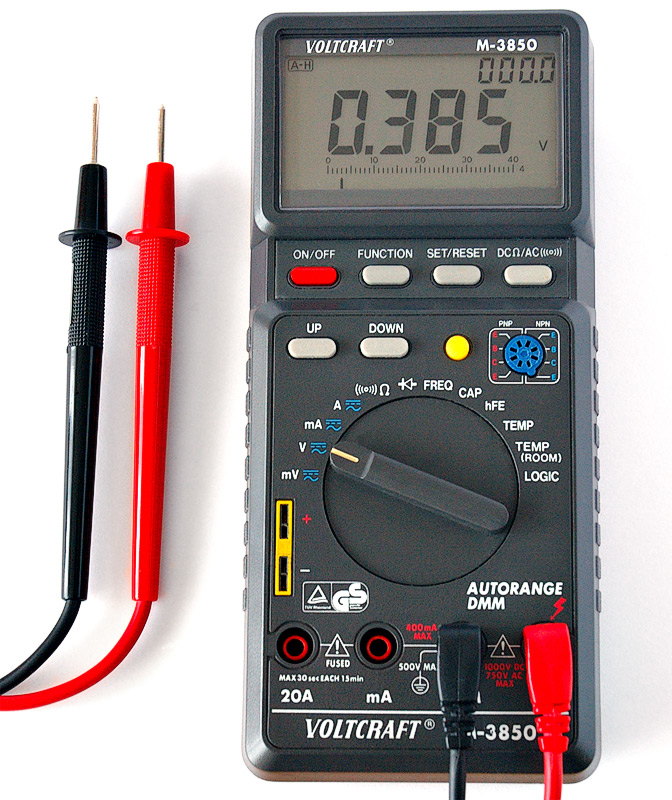
يمكن قياس الجهد بالملتيميتر.

أداة قياس الجهد الكهربائي يقال لها الفولتميتر وهي كلمة مركبة من فولت، وهي وحدة قياس الجهد الكهربائي، ومتر، وهي وحدة قياس، وركبت الكلمتان مع بعضهما كي تعطيان معنى جهاز قياس الجهد (الفولتميتر). يوصل الفولتمتير على التوازي في الدائرة المراد قياس الجهد عليها، ولكي لا يؤثر جهاز القياس في الدائرة المقاسة، يجب أن تكون مقاومة الفولتمتير الداخلية أكبر ما يمكن.
تعتبر أجهزة قياس التيار والجهد قريبة في التصميم والأداء باستثناء الأجهزة الكهروستاتيكية، فإن جهاز قياس الجهد يمر به تيار يتناسب مع الجهد المراد قياسه، وينتج هذا التيار العزم المطلوب لتشغيله، في حالة جهاز قياس التيار فإن العزم المطلوب ينتج عن مرور التيار المراد قياسه، أو عن مرور نسبة محددة منه، وعليه فإن الفرق الوحيد بين النوعين من الأجهزة يكمن في مقدار التيار اللازم لإيجاد العزم المطلوب.
من أجل تحريك شحنة كهربائية من نقطة إلى نقطة أخرى عبر مسار معين لا بد من أداء شغل باستخدام القوة {\displaystyle {\vec {F}}}. ويعرف الجهد الكهربائي بأنه مقدار هذا الشغل المؤدى على تلك الشحنة. ويفترض أن تكون الشحنة صغيرة جدا بحيث لا يغير مجالها الكهربائي المجال الكهربائي الموجود.
وباعتبار:
{\displaystyle Q} = الشحنة؛
{\displaystyle {\vec {F}}} = القوة؛
{\displaystyle {\vec {E}}} = شدة المجال الكهربائي؛
{\displaystyle \mathrm {d} {\vec {s}}} = عنصر مسافة الإزاحة؛
{\displaystyle W_{\mathrm {AB} }} = الشغل المؤدى لإزاحة الشحنة من النقطة A إلى النقطة B .
[ W = الشغل اختصارا لكلمة Work الإنجليزية].
وباستخدام العلاقات:
{\displaystyle \mathrm {d} W={\vec {F}}\cdot \mathrm {d} {\vec {s}}}
{\displaystyle {\vec {F}}={\vec {E}}\cdot Q}
نحصل على الجهد {\displaystyle U_{\mathrm {AB} }} بين A و B :
{\displaystyle U_{\mathrm {AB} }={\frac {W_{\mathrm {AB} }}{Q}}=\int _{A}^{B}{\vec {E}}\cdot \mathrm {d} {\vec {s}}\ .}
علامة التكامل هي علامة جمع حيث نجمع حصيلة الشغل الناتج عن إزاحات عديدة صغيرة، كل إزاحة منها قدره{\displaystyle \mathrm {d} {\vec {s}}\ }
عبر المسافة من A إلى B .
ونلاحظ أن الكميات {\displaystyle \mathrm {d} {\vec {s}}\ } و {\displaystyle {\vec {F}}}
كميات متجهة. وأن حاصل ضربهما وهو ضرب قياسي ينتج كمية غير متجهة dW لان الشغل كمية غير متجهة ويقاس بوحدة كولوم.فولط.

## كمون كهربائي

الجهد عند حركة شحنة في مجال ناشيء عن مكثف كروي.

الكمون الكهربائي  electric potential هو الجهد بين نقطتين أحدهما نعتبرها نقطة مرجعية. ويستخدم الرمز
{\displaystyle \varphi } للتعبير عن الكمون. تتميز النقطة المرجعية بأن عندها يكون الكمون مساويا للصفر {\displaystyle \varphi =0\;\mathrm {V} }.
في التقنية الكهربائية يكون الكمون الصفري، وبالتالي جميع النقاط الموصولة بالأرض ذات كمون مساويا للصفر.
وإذا كان المجال الكهربائي عبارة عن مجال الكمون يكون الشغل اللازم لإزاحة شحنة من نقطة إلى إخرى لا تعتمد على المسيرة بين تلك النقطتين. وبناء على ذلك يمكن اعتبار الجهد الكهربائي بين نقطتين هو الفرق بين الكمونين الكهربيين عند تلك النقطتين. بالتالي يمكن تسمية الجهد الكهربائي بأنة «فرق الجهد» أو «فرق الكمونين»، ونستغنى بذلك عن الكمون المرجعي ولا نأخذه في الاعتبار لحساب الجهد.
أو بمعنى آخر: الجهد الكهربائي يكون دائما بين نقطتين (وهذا ما نفعله عمليا عند قياس الجهد بواسطة فولتمتر).
{\displaystyle \varphi _{A}=U_{A0}} : الكمون عند النقطة A; الجهد بين النقطة A والنقطة المرجعية 0 .
{\displaystyle \varphi _{B}=U_{B0}} : الكمون عند النقطة B; الجهد بين النقطة B والنقطة المرجعية 0 .
{\displaystyle \Delta \varphi =U_{\mathrm {AB} }=\varphi _{\mathrm {A} }-\varphi _{\mathrm {B} }=\int _{\mathrm {A} }^{0}{\vec {E}}\cdot \mathrm {d} {\vec {s}}-\int _{\mathrm {B} }^{0}{\vec {E}}\cdot \mathrm {d} {\vec {s}}=\int _{\mathrm {A} }^{\mathrm {B} }{\vec {E}}\cdot \mathrm {d} {\vec {s}}\ .}
وعند إزاحة شحنة على نفس دائرة تساوي الكمون يكون التكامل مساويا للصفر، ذلك لأنه على ذلك المسار تكون
{\displaystyle {\vec {E}}\perp \mathrm {d} {\vec {s}}} , وبالتالي يكون حاصل الضرب القياسي مساويا للصفر.
إذا انتقلت شحنة من A إلى B وعادت إلى A ثانيا عبر أي مسار آخر يكون التكامل عبر هذا المسار المغلق في مجال الكمون مساويا للصفر:
{\displaystyle \oint {\vec {E}}\cdot \mathrm {d} {\vec {s}}=0}
(يمكن تشبيه ذلك برجل يقف علي نقطة A على جبل فتكون طاقة الوضع له (ط). فإذا هبط مسافة إلى نقطة B وعاد منها إلى A ثانيا فلا تتغير طاقة (ط)، لأن طاقة الوضع تعتمد فقط على الارتفاع.)
يشير الجهد الموجب في مجالات كهربائية من مكان ذو كمون عالي إلى مكان ذو كمون منخفض. وتتحرك شحنات موجبة في اتجاه الجهد الموجب (تعريف التيار الكهربائي) بينما تتحرك الشحنات السالبة في اتجاه الجهد السالب.
ولا يعتمد الكمون الكهربائي على المقاومة ولا على شدة التيار.

## علاقة الجهد الكهربائي بشدة التيار
إذا وجد جهد كهربائي بين نقطتين ينشأ دائما حقلا كهربائيا يزاول قوة على أي جسيم مشحون. فإذا كانت الجسيمات المشحونة حرة الحركة (وهذا يعتمد على نوع المادة) يجعل الجهد الشحنات تتحرك وينشأ تيار كهربائي. في الأسلاك المعدنية تكون شدة التيار المار في السلك متناسبة تناسبا طرديا مع الجهد، ويصف ذلك قانون أوم.
فإذا كان الجهد متناسبا مع التيار {\displaystyle U\sim I} تكون المقاومة هي ثابت التناسب:
{\displaystyle U=R\cdot I.}
ينطبق قانون أوم على التيار المستمر حيث تكون العلاقة خطية بين الجهد والتيار، وكذلك ينطبق على التيار المتردد حيث يكون التناسب خطيا بين الجهد الفعلي والتيار الفعلي. في تلك الحالة الثانية يسمى ثابت التناسب مقاومة.
{\displaystyle {\underline {U}}={\underline {Z}}\cdot {\underline {I}}}

كما توجد أنواع من المقاومات لا تكون خطية وتتبع قوانينا معقدة، مثال لذلك نجده في ديود. في تلك الحالة سيطبق عليها قانون شوكلي.

## الجهد الكهربائي في مجزئ الجهد
- مجزئ الجهد:

دائرة مجزئ الجهد (فوق)، ودائرة مجزئ التيار (أسفل).

يبين الشكل الموضح عاليا دائرة مجزيء الجهد، وفيها ينطبق:
{\displaystyle U_{1}+U_{2}+(-U_{0})=0.}
جهد المصدر يساوي مجموع الجهود الجزئية. وفي حالة مقاومات معتادة يكون الجهد على طرفي المقاومة أقل من جهد المصدر. وتكون تجزئة الجهد بين المقاومات محددة بقيمة المقاومات حيث يمر فيها نفس التيار
{\displaystyle I_{0}} . بالتالي ينتج من تطبيق قانون أوم:
{\displaystyle I_{0}={\frac {U_{0}}{R_{1}+R_{2}}}={\frac {U_{1}}{R_{1}}}={\frac {U_{2}}{R_{2}}}.}
وتكون النسبة بين جزئي الجهد مساوية للنسبة بين المقاومتين.
{\displaystyle {\frac {U_{1}}{U_{2}}}={\frac {R_{1}}{R_{2}}}.}
- مجزئ التيار:

طبقا للدائرة السفل في الشكل يوجد المصدر وكل من المقاومتين موصولين من أعلى وأسفل بنفس السلك ومسلط عليهم نفس الجهد {\displaystyle U_{0}}.

## أصناف الجهد الكهربائي

### جهد طرفي
الجهد الطرفي Terminal Voltage في علم الفيزياء هو الجهد الكهربي الذي يمكن قياسه عند أطراف مصدر جهد.

### جهد مسلط
الجهد المسلط Applied Voltage, هو الجهد الفعال في الدائرة الكهربائية الداخلية، في خلية جلفانية Galvanic Cell مثلا، أو مولد كهربائي (دينامو).
يطلق أيضا على هذا الجهد اسم (القوة الدافعة الكهربائية الأبتدائية).

### جهد مقنن
الجهد المقنن Rated Voltage ويعرف كذلك بجهد التشغيل.
هو الجهد الكهربائي الذي تضمن محطة توليد الطاقة الكهربائية تغذية الشبكة الكهربائية للمستهلكين به كجهد تشغيل معتمد ويمكن أن يكون 110 أو 220 أو 380 فولت، أو أي جهد آخر.
من جهة أخرى فإن الجهد المقنن يكون هو هذا الجهد الذي تصمم أو تقنن الأجهزة الكهربائية لتشتغل عليه.
مثلا مصباح للسيارة 12 فولت من التيار المستمر ومصباح منزلي 220 فولت من التيار المتردد.